# Phacelia phacelioides
Phacelia phacelioides är en strävbladig växtart som först beskrevs av George Bentham, och fick sitt nu gällande namn av August Brand. Phacelia phacelioides ingår i Faceliasläktet som ingår i familjen strävbladiga växter. Inga underarter finns listade i Catalogue of Life.